# Šturlić
Šturlić falu Bosznia-Hercegovinában, a Bosznia-hercegovinai Föderáció Una-Szanai kantonjában.

## Fekvése
Bosznia-Hercegovina északnyugati részén, Bihácstól légvonalban 28, közúton 36 km-re északra, Cazintól légvonalban 16, közúton 25 km-re északnyugatra, a Šturlova-patak és a Bihácsot Velika Kladušával összekötő út mentén, erdőkkel tarkított dombvidéken fekszik. Házai a dombhátakon vezető utak mentén, szétszórtan helyezkednek el.

## Népessége
| Nemzetiségi csoport | Népesség 1991 | Népesség 2013 |
| ------------------- | ------------- | ------------- |
| Szerb               | 5             | 0             |
| Bosnyák             | 2692          | 2395          |
| Horvát              | 3             | 0             |
| Jugoszláv           | 5             | 0             |
| Egyéb               | 9             | 52            |
| Összesen            | 2714          | 2447          |

## Története
A település Sturlics vára mellett alakult ki. A vár építéséről nincs történeti adat. A neves horvát történész, Radoslav Lopašić szerint a középkorban a Šturlić család birtoka volt. A család több tagja is szerepel a 15. századi forrásokban. A 15. század végén Nikola Šturlićot a bihácsi ferences kolostor vikáriusaként említik. A vár elleni első török támadást a végvári katonaság még visszaverte, de 1577-ben, miután a birtokos család Horvátországba menekült, már harc nélkül került török kézre. A vár 1635-ig üresen állt, ekkor a végvári katonaság többször megakadályozta a megerősítésére tett kísérleteket. 1653-ra a török mégis újjáépítette a várat és bár közben visszafoglalták a császári hadak, 1670-ben végleg a töröké lett. Ezután ismét újjáépítették a várat és a vár alatti, akkor vlachok lakta települést is. Nemcsak a vár falait erősítették meg, hanem a vár alatti települést is fallal vették körül, ahova több muszlim családot telepítettek be. Ezek a Dizdarević, Dervišević, Šabanagić, Bečirević, Topčaghić és Begić családok, akiknek utódai ma is a lakosság többségét alkotják. A vár tornyát mecsetté alakították át, melynek tetőteréből kiindulva egy fából ácsolt minaretet építettek. Az átalakítás a mirhábba vezető lépcső felirata szerint 1732-ben, vagy azelőtt lehetett.
A šturlići muszlim gyülekezet területe nagyrészt a Horvát Köztársasággal közös államhatár mentén húzódik, hossza meghaladja a 15 km-t. A határt a Korana folyó képezi, amely a Krajinai régió egyik látványossága. A jelenlegi šturlići gyülekezethez tartozó falvak: Lipa, Centar Šturlića, Debeljak, Ćoralići, Dizdarevići, Begići, Čovići, Korana, Hadžin Potok, Hadžića Brdo, Ružnići, Seferagići és Kordun. A boszniai háború előtt, 1991-ben a háztartások száma 550 körül mozgott. A háború után ebből a gyülekezetből további két gyülekezet alakult, mégpedig a Šturlić Kosa-i gyülekezet, amely ugyanennek a helyi közösségnek a területén található. A másik a šturlić-bogovoljai gyülekezet, amely jelenleg a horvátországi Szluin város területén található. Mindhárom gyülekezet külön gyülekezetként működik. Jelenleg a Šturlić gyülekezetnek körülbelül 350 háztartása van. 
A Šturlić-Kosa-i muszlim gyülekezet, a šturlići gyülekezettől való elszakadással jött létre. A gyülekezet megalakulása után az iskola helyén új mecset épült. Az építkezés 1999-től 2008. augusztus 3-ig tartott, amikor a mecsetet hivatalosan is megnyitották. Az állandó imám szolgálatot ebben a gyülekezetben a következő imámok végezték: Sulejman Bilkić efendi, 1940-ig, Hase Muhić efendi, 1948-ig, Suljo Ćatić efendi, 1958-ig, majd 1999-től Samir Dizdarević efendi és Sedin Dizdarević efendi, aki 2002-től a gyülekezet jelenlegi imámja.

## Nevezetességei
- Sturlics várának maradványai a faluból nyugatra, a horvát határ felé menő út mellett, az út északi oldalán, egy 50 méter magas sziklatömbön találhatók. Ma ezt a helyet Stara džamijának nevezik, mivel az egykori várból lényegében csak a mecsetté átalakított egykori torony maradt fenn. Közvetlenül mellette láthatók az egykori ágyútorony (tabija) alapfalai, melyek belülről fél méter, kívülről 2-3 méter magasan állnak. A mecset udvarának falai vélhetően az egykori védőfalakra épültek. A várudvarba vezető kapu már amai korban épült, de az udavron belül más épület maradványa nem látható.[4]

- A várban álló régi mecset a vár tornyának átalakításával 1732 előtt épült, 1866-ban Mohamed Bečirević hodzsa és Alija Efendić imám vezetésével megújították.

- A Sturlić-Kosa-i mecsetet 1999 és 2008 között építették.